# Jakob Tomšič
Jakob Tomšič (tudi Jack Tomšič), slovenski pesnik in pisatelj, * 5. september 1897, Bač pri Knežaku, † 16. januar 1994, Cleveland.

## Življe in delo
Tomšič je po končanih 4 razredih osnovne šole v Knežaku delal na domači kmetiji in pomagal okoliškim tesarjem vse do vpoklica k vojakom. Med 1. svetovno vojno bil 3 leta na italijanski fronti in 1 leto v ujetništvu. Septembra 1922 se je izselil v ZDA, prišel v Cleveland, bil delavec v različnih tovarnah vse do upokojitve leta 1964.  Med 2. svetovno vojno je bil vnet zagovornik pomoči novi Jugoslaviji ter njenega pravičnega boja. Ena izmed Tomšičevih zamisli je s finančno pomočjo ameriških rojakov v Knežaku leta 1969 postavljen spomenik ob 100-letnici pivškega tabora, ki je bil na pobudo M. Vilharja 9. maja 1869 pri gradu Kalec. 
Pesmi in krajšo prozo je Tomšič pisal, a ne objavljal, že v domovini, v ZDA se je znova lotil pisanja, prve pesmi za katere sta mu bila vzor Simon Gregorčič in ljudske pesmi je 1923 objavil v listu Enakopravnost in kasneje v Glasu naroda ter drugih listih. V Ljubljani je ob sodelovanju Slovenske izseljenske matice (SIM) 1968 v samozaložbi izdal samostojno pesniško zbirko Pognale so na tujih tleh in Človekov pojem (1989)  okoli 200 pesmi v tipkopisu pa hrani SIM. Prozo je objavljal v raznih ameriških listih. Med drugim je napisal več igric za Mladinski pevski zbor Slovenskega delavskega doma. Tomšič se je izkazal kot talentiran samouk, čigar izraz sicer ni bogat, a je pristen in doživet. Sam pravi, da mu je bila edina učiteljica slovenska ljudska pesem.